# Bijelo Bučje (Republika Serbska)
Bijelo Bučje (cyr. Бијело Бучје) – wieś w Bośni i Hercegowinie, w Republice Serbskiej, w gminie Teslić. W 2013 roku liczyła 483 mieszkańców.